# Teorema de l'eix principal
En geometria i àlgebra lineal, un eix principal és una determinada línia en un espai euclidià associada a un el·lipsoide o hiperboloide, generalitzant els eixos major i menor d'una el·lipse o hipèrbola. El teorema de l'eix principal estableix que els eixos principals són perpendiculars i proporciona un procediment per a trobar-los.
Matemàticament el teorema de l'eix principal és una generalització del mètode de completar el quadrat de l'àlgebra elemental. En àlgebra lineal i anàlisi funcional, el teorema de l'eix principal és una contrapartida geomètrica del teorema espectral. Té aplicacions a l'anàlisi de components principals i a la descomposició en valors singulars. En Física el teorema és fonamental per als estudis del moment angular i la birefringència.

## Deducció
Les equacions en el pla cartesià R2:
{\displaystyle {\frac {x^{2}}{9}}+{\frac {y^{2}}{25}}=1}
{\displaystyle {\frac {x^{2}}{9}}-{\frac {y^{2}}{25}}=1}
defineixen una el·lipse i una hipèrbola respectivament. En cada cas els eixos x, y són els eixos principals. Això es detecta a simple vista perquè no hi ha "termes creuats" que incloguin productes xy en cap expressió.
Ara, la situació és més complicada en el cas d'equacions com aquesta:
{\displaystyle 5x^{2}+8xy+5y^{2}=1.}
Cal algun mètode per a determinar si es tracta d'una el·lipse o d'una hipèrbola. L'observació bàsica és que, si l'expressió quadràtica es pot reduir a una suma de dos quadrats, l'equació defineix una el·lipse, mentre que si es redueix a una diferència de dos quadrats, l'equació representa una hipèrbola:
{\displaystyle u(x,y)^{2}+v(x,y)^{2}=1\qquad {\text{(el·lipse)}}}
{\displaystyle u(x,y)^{2}-v(x,y)^{2}=1\qquad {\text{(hipèrbola)}}.}
En l'exemple anterior la dificultat rau en com assimilar el coeficient del terme creuat 8xy a les funcions u i v. Formalment aquest problema és similar al problema de diagonalitzar una matriu, on s'intenta trobar un sistema de coordenades adequat en el qual la matriu d'una transformació lineal sigui diagonal. El primer pas és trobar una matriu a la qual es pugui aplicar la tècnica de la diagonalització.
El truc és escriure la forma quadràtica de la forma {\displaystyle \mathbf {x} ^{\textsf {T}}A\mathbf {x} }:
{\displaystyle 5x^{2}+8xy+5y^{2}={\begin{bmatrix}x&y\end{bmatrix}}{\begin{bmatrix}5&4\\4&5\end{bmatrix}}{\begin{bmatrix}x\\y\end{bmatrix}}=\mathbf {x} ^{\textsf {T}}A\mathbf {x} }
on el terme creuat s'ha dividit en dues parts iguals. La matriu A de la descomposició anterior és una matriu simètrica. En particular, pel teorema espectral, té valors propis reals i és diagonalitzable per una matriu ortogonal.
Per a diagonalitzar ortogonalment la matriu A, primer cal trobar els seus valors propis, i després trobar una base pròpia ortonormal. En l'exemple considerat els valors propis d'A resulten ser:
{\displaystyle \lambda _{1}=1,\quad \lambda _{2}=9}
i els vectors propis corresponents:
{\displaystyle \mathbf {v} _{1}={\begin{bmatrix}1\\-1\end{bmatrix}},\quad \mathbf {v} _{2}={\begin{bmatrix}1\\1\end{bmatrix}}.}
Dividint-los per les seves longituds respectives, obtenim una base pròpia ortonormal:
{\displaystyle \mathbf {u} _{1}={\begin{bmatrix}1/{\sqrt {2}}\\-1/{\sqrt {2}}\end{bmatrix}},\quad \mathbf {u} _{2}={\begin{bmatrix}1/{\sqrt {2}}\\1/{\sqrt {2}}\end{bmatrix}}.}
Ara la matriu S = [u1 u2] és una matriu ortogonal, ja que té columnes ortonormals, i A està diagonalitzada per:
{\displaystyle A=SDS^{-1}=SDS^{\textbf {T}}={\begin{bmatrix}1/{\sqrt {2}}&1/{\sqrt {2}}\\-1/{\sqrt {2}}&1/{\sqrt {2}}\end{bmatrix}}{\begin{bmatrix}1&0\\0&9\end{bmatrix}}{\begin{bmatrix}1/{\sqrt {2}}&-1/{\sqrt {2}}\\1/{\sqrt {2}}&1/{\sqrt {2}}\end{bmatrix}}.}
Això s'aplica al problema actual de "diagonalitzar" la forma quadràtica mitjançant l'observació que
{\displaystyle 5x^{2}+8xy+5y^{2}=\mathbf {x} ^{\textbf {T}}A\mathbf {x} =\mathbf {x} ^{\textbf {T}}\left(SDS^{\textbf {T}}\right)\mathbf {x} =\left(S^{\textbf {T}}\mathbf {x} \right)^{\textbf {T}}D\left(S^{\textbf {T}}\mathbf {x} \right)=1\left({\frac {x-y}{\sqrt {2}}}\right)^{2}+9\left({\frac {x+y}{\sqrt {2}}}\right)^{2}.</nowiki>}
Per tant, l'equació {\displaystyle 5x^{2}+8xy+5y^{2}=1} representa una el·lipse, ja que el terme de l'esquerra es pot escriure com la suma de dos quadrats.
És temptador simplificar aquesta expressió traient factors de 2. No obstant això, és important "no" fer-ho. Les quantitats
{\displaystyle c_{1}={\frac {x-y}{\sqrt {2}}},\quad c_{2}={\frac {x+y}{\sqrt {2}}}}
tenen un significat geomètric. Determinen un sistema de coordenades ortonormal a R2. En altres paraules, s'obtenen a partir de les coordenades originals mitjançant l'aplicació d'una rotació (i possiblement una reflexió). En conseqüència, es poden utilitzar les coordenades c1 i c2 per a tenir idea de longitud i angles (sobre tot longitud) més fàcilment que triant unes altres coordenades (reescalant-les, per exemple). Per exemple, la distància màxima des de l'origen a l'el·lipse c12 + 9c22 = 1 es dóna quan c2 = 0, és a dir, als punts c1 = ±1. De la mateixa manera, la distància mínima s'obté quan c2 = ±1/3.
Ara és possible determinar els eixos major i menor d'aquesta el·lipse. Aquests són precisament els espais propis individuals de la matriu A, ja que són on c2 = 0 o c1 = 0. Simbòlicament, els eixos principals són
{\displaystyle E_{1}={\text{span}}\left({\begin{bmatrix}1/{\sqrt {2}}\\-1/{\sqrt {2}}\end{bmatrix}}\right),\quad E_{2}={\text{span}}\left({\begin{bmatrix}1/{\sqrt {2}}\\1/{\sqrt {2}}\end{bmatrix}}\right).}
Resumint:
- L'equació és la d'una el·lipse, ja que ambdós valors propis són positius. (En cas contrari, si un fos positiu i l'altre negatiu, seria una hipèrbola).
- Els eixos principals són les línies que abasten els vectors propis.
- Les distàncies mínimes i màximes a l'origen es poden llegir a l'equació si es posa en forma diagonal.

Amb aquesta informació és possible d'obtenir una imatge geomètrica clara de l'el·lipse; per exemple, representar-la gràficament.

## Deducció formal
El teorema de l'eix principal es refereix a equacions quadràtiques en Rn, que són polinomis homogenis de grau 2. Qualsevol equació quadràtica es pot representar de la forma 
{\displaystyle Q(\mathbf {x} )=\mathbf {x} ^{\textsf {T}}A\mathbf {x} }
on A és una matriu simètrica.
La primera part del teorema està continguda en les afirmacions següents, garantides pel teorema espectral:
- Els valors propis d'A són reals.
- A és diagonalitzable, i els espais propis d'A són mútuament ortogonals.

En particular, A és diagonalitzable ortogonalment, ja que es pot prendre una base de cada espai propi i aplicar el procés de Gram-Schmidt per separat dins de l'espai propi per a obtenir una base pròpia ortonormal.
Per a la segona part, suposem que els valors propis d'A són λ1, ..., λn (on alguns λ poden ser repetits, segons llur multiplicitat algebraica) i la base pròpia ortonormal corresponent és u1, ..., un . Aleshores,
{\displaystyle \mathbf {c} =[\mathbf {u} _{1},\ldots ,\mathbf {u} _{n}]^{\textbf {T}}\mathbf {x} ,}
i
{\displaystyle Q(\mathbf {x} )=\lambda _{1}c_{1}^{2}+\lambda _{2}c_{2}^{2}+\dots +\lambda _{n}c_{n}^{2},}
on ci és l'i-èsim component de c.
A més, l'i-èsim eix principal és la línia obtinguda igualant cj =0 per a tots els {\displaystyle j=1,\ldots ,i-1,i+1,\ldots ,n}. L'eix principal i-èsim és l'espai vectorial generat pel vector ui .